# 中田一男
中田一男（なかた かずお、1935年2月18日 - ）は日本の大蔵官僚。血液型はB型。

## 来歴
大阪府吹田市出身（父は兵庫県、母は大阪府）。大阪府立茨木高等学校、京都大学経済学部卒業。1957年 大蔵省入省（主税局調査課）。1964年7月 荻窪税務署長。1980年6月 経済企画庁物価局物価政策課長。1982年6月 中国財務局長。1984年6月 理財局次長（国有財産担当）。1986年6月 大臣官房審議官（大臣官房担当）。1987年1月 北海道開発庁総務監理官。1989年4月 北海道開発事務次官。1991年6月 退官。同年7月 北海道東北開発公庫副総裁。1995年6月 苫小牧東部開発（株）代表取締役社長。2000年5月 （株）OMCカード代表取締役会長。2003年11月 同社顧問。2012年12月19日 （株）ドワンゴ監査役。

## 略歴
- 1957年4月：大蔵省入省（主税局調査課）[1]。
- 1962年7月：理財局総務課企画係長[3]。
- 1964年7月：荻窪税務署長。
- 1965年7月：国税庁長官官房総務課長補佐。
- 1967年：米国出張（ハーバード大学留学）[4]。
- 1968年7月：東京国税局総務部総務課長。
- 1970年：大臣官房調査企画課長補佐（総括）[5]。
- 1972年：主税局税制第一課長補佐（総括）[6]。
- 1973年：主税局総務課長補佐（総括）[7]。
- 1974年7月：石川県経済部長。
- 1975年4月：石川県総務部長。
- 1976年12月：坊大蔵大臣秘書官（事務担当）。
- 1977年11月：大臣官房参事官。
- 1978年6月：銀行局特別金融課長。
- 1980年6月：経済企画庁物価局物価政策課長。
- 1982年6月：中国財務局長。
- 1984年6月：理財局次長（国有財産担当）。
- 1986年6月：大臣官房審議官（大臣官房担当）。
- 1987年1月：北海道開発庁総務監理官。
- 1989年4月：北海道開発事務次官。
- 1991年6月：退官。